# Ursula von der Leyen
  Ursula von der Leyen    (Ixelles, 8 d'octubre de 1958), de nom complet Ursula Gertrud von der Leyen, és una metgessa i política alemanya (de la Unió Demòcrata Cristiana d'Alemanya (CDU). Des de l'1 de desembre de 2019 és la 13a presidenta de la Comissió Europea, càrrec en què va succeir Jean-Claude Juncker, i la primera dona a presidir la Comissió Europea.
Anteriorment al càrrec actual, va formar part del Gabinet Federal d'Alemanya des del 2005 al 2019, on ocupà posicions en el govern d'Angela Merkel, el més recent de les quals com a responsable del Ministeri de Defensa en el gabinet d'Angela Merkel, nomenada el 17 de desembre de 2013 i fins al 2019. També havia estat ministra de Treball i Assumptes Socials (2009-2013) i ministra d'Assumptes Familiars, Ancians, Dones i Joventut (2005-2009).
Von der Leyen és membre del partit de centre-dreta Unió Demòcrata Cristiana d'Alemanya (CDU) i el corresponent Partit Popular Europeu (EPP).

## Orígens familiars
Ursula Gertrud von der Leyen, de soltera Albrecht, descendeix d'una família de la burgesia hanseàtica, la família Albrecht, amb vincles aristocràtics, i l'origen de la qual es remunta al segle xvii.
La majoria dels seus avantpassats provenien dels estats antigament independents de Hannover i Bremen, a l'actual Alemanya. També té una besàvia nord-americana d'ascendència principalment britànica, avantpassats francesos i italians més llunyans, i alguna ascendència al que avui són els Estats bàltics, aleshores units a l'Imperi Rus.
El besavi d'Ursula von der Leyen era el comerciant de cotó Carl Albrecht (1875-1952), que es va casar amb Mary Ladson Robertson (1883-1960), una estatunidenca de la família Ladson, que pertanyia a l'aristocràcia del confederada de Charleston, Carolina del Sud. Els seus avantpassats americans van tenir un paper notable en la colonització britànica d'Amèrica del Nord i el comerç transatlàntic. Mary Ladson Robertson, que estava afiliada a la National Society of the Colonial Dames of America, també era descendent del vicegovernador de Pensilvània Samuel Carpenter i Christopher Branch, un dels primers colons anglesos, i estava emparentada amb Thomas Jefferson.
El pare d'Ursula von der Leyen és el polític alemany Ernst Albrecht (1930-2014), que va començar la seva carrera com a funcionari europeu a Brussel·les on va néixer.

## Formació
Ursula von der Leyen va passar la seva infantesa a Bèlgica, on va anar a l'Escola Europea des de 1964, el que significava que era bilingüe en alemany i francès. També parla anglès amb fluïdesa, havent viscut durant un total de cinc anys al Regne Unit i als Estats Units. També és considerada una eminent genet i va ser activa en l'esport eqüestre de competició.
El 1976, va obtenir un Abitur en matemàtiques i ciències. Va estudiar economia a les universitats de Göttingen i Münster entre 1977 i 1980. Durant uns quants anys, va anar a la London School of Economics (LSE) amb un nom assumit (Rose Ladson, manllevat de la seva besàvia americana), a causa de la notorietat del seu pare durant el període d'ascens de les organitzacións armades d'extrema esquerra a Alemanya Occidental, com la Fracció de l'Exèrcit Roig. Es va graduar a LSE el 1978.
A partir de 1980, va començar a estudiar medicina a la Universitat Gottfried Wilhelm Leibniz a Hannover, estudis que van durar set anys. En finalitzar aquest curs, va defensar la seva tesi i aconseguint el doctorat l'any 1991.
El 27 de setembre de 2015, el lloc web contra el plagi VroniPlag Wiki afirma haver trobat plagis, en 27 pàgines de la tesi doctoral d'Ursula von der Leyen. Ella rebutja aquestes denúncies i demana una comissió independent per investigar aquestes denúncies. Després de realitzar una verificació preliminar, la universitat obre un procediment formal de revisió. El març de 2016, arran d'aquesta investigació universitària, es va decidir no retirar-li el títol de doctor. No obstant això, molts experts com els professors de dret Volker Rieble i Gerhard Dannemann no estan d'acord amb aquesta decisió.
L'octubre de 2015, un representant de la Universitat Stanford va criticar a von der Leyen per haver indicat al seu currículum que havia participat en activitats universitàries sense haver rebut crèdits acadèmics per aquestes. Posteriorment, la premsa va fer públic que ella afirmava haver assistit a la Universitat Stanford com a «com a oient convidat», tot i que aquesta posició no existeix.

## Vida familiar
Nascuda l'any 1958 a Ixelles, a la regió de Brussel·les, Ursula von der Leyen hi va viure fins als 13 anys i va anar a l'Escola Europea de Brussel·les I. El seu pare Ernst Albrecht va ser un dels primers funcionaris europeus, treballant en aquesta qualitat des de la creació de la Comissió Europea el 1958, primer dins de la Comissió Hallstein, com a cap de gabinet del comissari europeu de la Competència Hans von der Groeben, després des de 1967 fins a 1970 com a director de la Direcció General de la Competència.

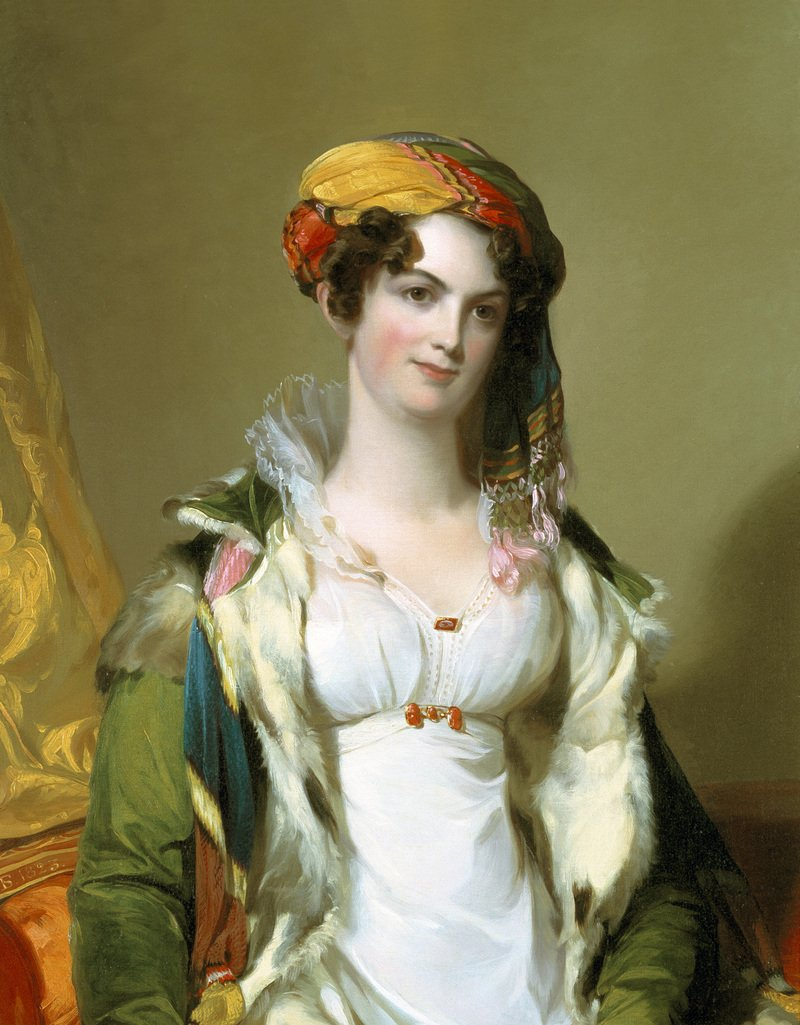
Retrat de Sarah Reeve Ladson (1823), ara la senyora Robert Gilmor Jr, àvia d'Ursula von der Leyen, de la família Ladson, una família de grans jardiners a Charleston, Carolina del Sud.

El 1971, es va traslladar amb els seus pares a Lehrte, a la regió de Hannover, després que el seu pare fos nomenat conseller delegat de l'empresa alimentària Bahlsen i s'impliqués en la política a l'estat de Baixa Saxònia. El seu pare va exercir com a ministre-president de la Baixa Saxònia des de 1976 fins a 1990. Va ser considerada candidata a la presidència de la República Federal el 1979, després proposada sense èxit per la CDU el 1980 com a candidata a la cancelleria federal.
El seu germà Hans-Holger, un executiu, va ser president i conseller delegat de Deezer des del febrer de 2015 fins al març de 2021.
El 1977, va començar a estudiar economia a la Universitat Georg-August de Göttingen. En el punt àlgid dels anys de lideratge a Alemanya Occidental, va buscar refugi a Londres el 1978, després que la seva família fos informada que la Fracció de l'Exèrcit Roig (RAF) havia planejat segrestar-la, al·legant que era filla d'un destacat polític. Va passar més d'un any amagada a la capital britànica, on va viure sota la protecció de Scotland Yard, i es va matricular, sota el nom de Rose Ladson, a la London School of Economics. Un diminutiu alemany de Rose, Röschen, era el seu «pseudònim» des de la infància, mentre que Ladson és el cognom de la família de la seva besàvia americana, la família de la qual és originària de Northamptonshire. Aleshores va declarar que «va viure més del que va estudiar», i que Londres era «l'epítom de la modernitat: llibertat, alegria de viure, experimentar-ho tot», que li va donar «una llibertat interior [que ella] guardava» posteriorment. Va tornar a Alemanya el 1979, però va romandre sota la protecció d'un servei de seguretat durant diversos anys.

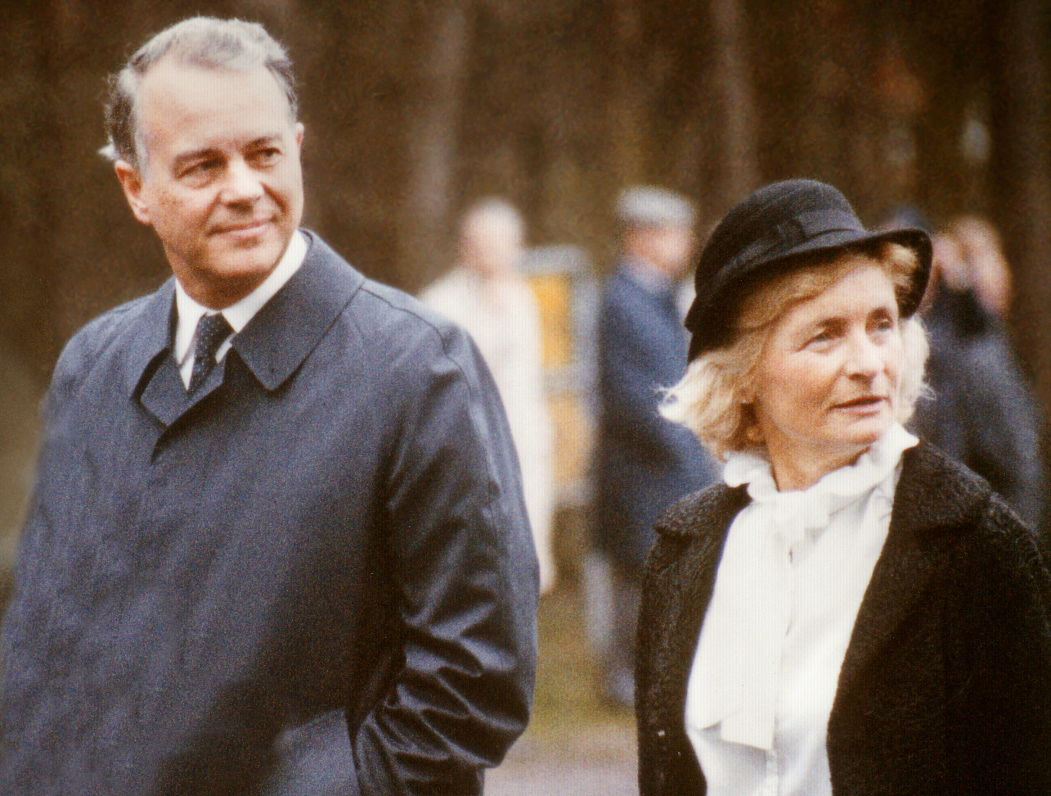
Els seus pares, Ernst i Adèle Albrecht.

Escut de la família noble von der Leyen.

El 1986 es va casar amb el metge Heiko von der Leyen, de la família von der Leyen, de Krefeld, que va fer fortuna en el comerç de la seda. Heiko von der Leyen es convertirà en professor de medicina i director general d'una empresa d'enginyeria mèdica. Ha estat des de desembre de 2020 «Director mèdic» de l'empresa de biotecnologia Orgenesis (teràpies cel·lulars i gèniques). La família von der Leyen és de fe luterana i membres de l'Església protestant a Alemanya. La parella, que es va conèixer al cor de la Universitat Georg-August de Göttingen, va tenir set fills, nascuts entre 1987 i 1999: David (1987), Sophie (1989), Donata (1992), les bessones Victoria i Johanna (1994), Egmont (1998) i Gracia (1999). És neboda del director d'orquestra George Alexander Albrecht i la cosina germànica del director musical de l'Òpera Nacional Holandesa, Marc Albrecht. Quan vivien a Brussel·les, la seva germana petita Benita-Eva va morir de càncer a onze anys. Aleshores va recordar «l'enorme impotència dels meus pares» enfrontant-se al càncer, que va citar el 2019 com una de les seves motivacions perquè la seva Comissió Europea «prengués el lideratge en la lluita contra el càncer».

## Carrera professional
Va ser ajudant de metge a la maternitat de la Universitat de Hannover entre 1988 i 1992, i es va doctorar en medicina el 1991. Després del naixement de les seves filles bessones, va ser durant un temps, de 1992 a 1996, mestressa de casa a Stanford, Califòrnia, mentre que el seu marit era professor de la Universitat Stanford.
Va tornar a Alemanya el 1996, i de 1998 a 2002 va ocupar una posició com a ajudant de recerca i professora al Departament d'Epidemiologia, Medicina Social i Sistemes de Salut de la Facultat de Medicina de la Universitat de Hannover. L'any 2001 va obtenir el títol de llicenciada en salut pública d'aquesta institució.

## Carrera política

### Inicis i ascens a la Baixa Saxònia
Es va unir a la Unió Demòcrata Cristiana d'Alemanya (CDU), de la qual el seu pare era vicepresident federal, el 1990. Va començar el seu viatge polític 11 anys més tard, quan va guanyar un mandat com a oficial electa local a l'assemblea de la regió de Hannover. Durant les eleccions regionals del 2 de febrer de 2003, va ser escollida a 44 anys com a diputada al Landtag de Baixa Saxònia a la circumscripció oriental de Lehrte amb el 39% dels vots.
La votació va permetre al demòcrata cristià Christian Wulff formar una coalició groc-negre amb els liberals, Ursula von der Leyen va ser nomenada ministra d'Afers Socials, Dona, Família i Salut el 4 març. Durant el 18 Congrés federal de la CDU, convocat a Düsseldorf el desembre 2004, s'incorpora al càrrec (präsidium) del partit.

### Ministre Federal de la Família
L'agost de 2005, la candidata de la CDU/CSU a la Cancelleria Federal, Angela Merkel, la va nomenar al seu equip de campanya (kompetenzteam), responsable de les qüestions socials. La votació va ser guanyada pels demòcrates cristians, però no va sorgir cap majoria al Bundestag. Merkel va formar llavors una gran coalició amb l'SPD el 22 novembre, dins de la qual Ursula von der Leyen va ser nomenada ministra federal de Famílies, Gent Gran, Dones i Joventut.

#### Cura infantil
Lidera una política familiar innovadora. Fomenta així el desenvolupament de guarderies perquè les dones puguin conciliar la feina i la criança dels fills, en contradicció amb la visió de la família del seu mateix partit. El 2005, va aprovar una llei (Kinderförderungsgesetz) que garantia un pressupost de 4,3 milions d'euros per finançar els sistemes d'atenció infantil.

#### Salari parental
L'any 2007 també va assegurar l'establiment d'un sou parental, que permet que el progenitor que deixa de treballar pugui cobrar fins a 1.800 euros mensuals durant els primers catorze mesos del fill com a màxim, homes inclosos.
També proposa la creació de dos mesos de permís parental retribuït (Elternzeit) per als pares. Aquest projecte és criticat pel bisbe catòlic Walter Mixa, que l'acusa de voler transformar les dones en «màquines de part». El president del grup regional CSU Peter Ramsauer fa broma amb què els homes no necessiten «curs de canvi de bolquers». Va aconseguir el suport de l'opinió pública a través d'una campanya de comunicació del govern, criticada pel seu cost de tres milions d'euros mentre transmetia un missatge percebut com a polititzat.

#### Bloqueig de la pornografia infantil

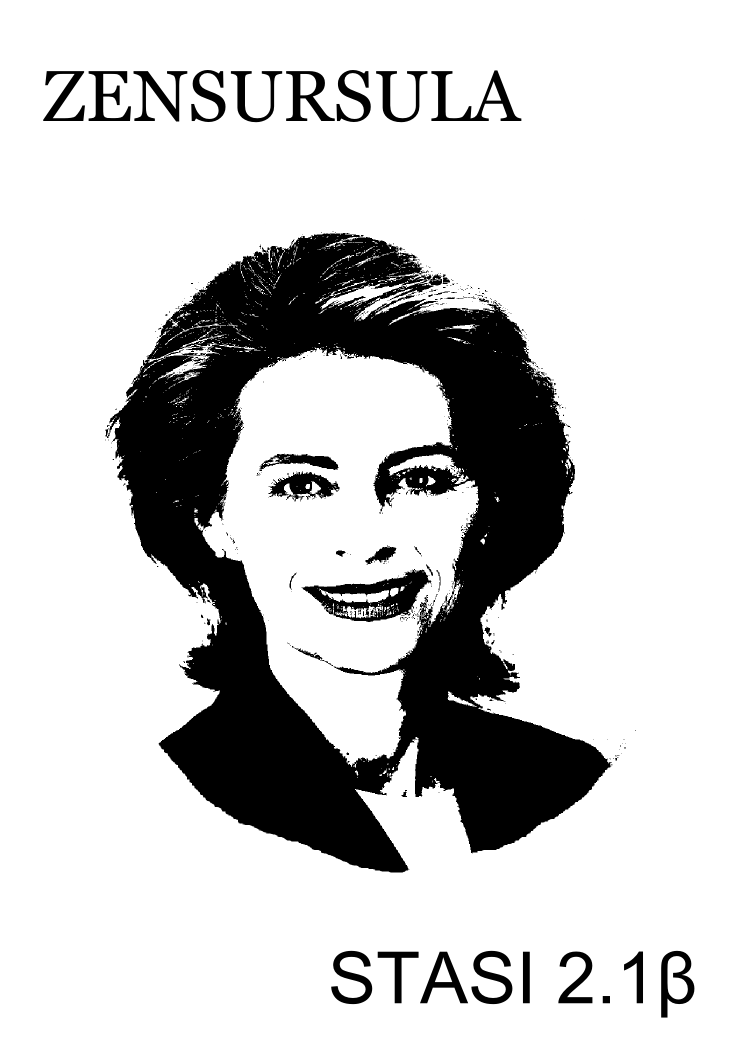
Caricatura d'Ursula von der Leyen a «Zensursula».

També és partidària del bloqueig dels llocs web de Pornografia infantil per part dels proveïdors d'accés sobre la base d'una llista elaborada per l'Oficina Federal de Policia Criminal (BKA). Va rebre el sobrenom Zensursula, un acrònim que combina el nom de pila del ministre i el terme «censura» (Zensur). L'associació del tema de la pornografia infantil amb la censura d'Internet hauria provocat aleshores un interès creixent en el Partit Pirata d'Alemanya.
El juliol 2009, va declarar que la lluita contra la pornografia infantil en línia era complicada doncs els responsables utilitzaven servidors situats a l'Àfrica i l'Índia. Segons ella, «La pornografia infantil és legal» en aquest darrer país, basant les seves observacions en un estudi realitzat pel Centre Internacional per a Menors desapareguts i Explotats Sexualment l'any 2006. Com que la pornografia infantil és realment il·legal al subcontinent, el ministre es va disculpar més tard.

### Ministra Federal de Treball

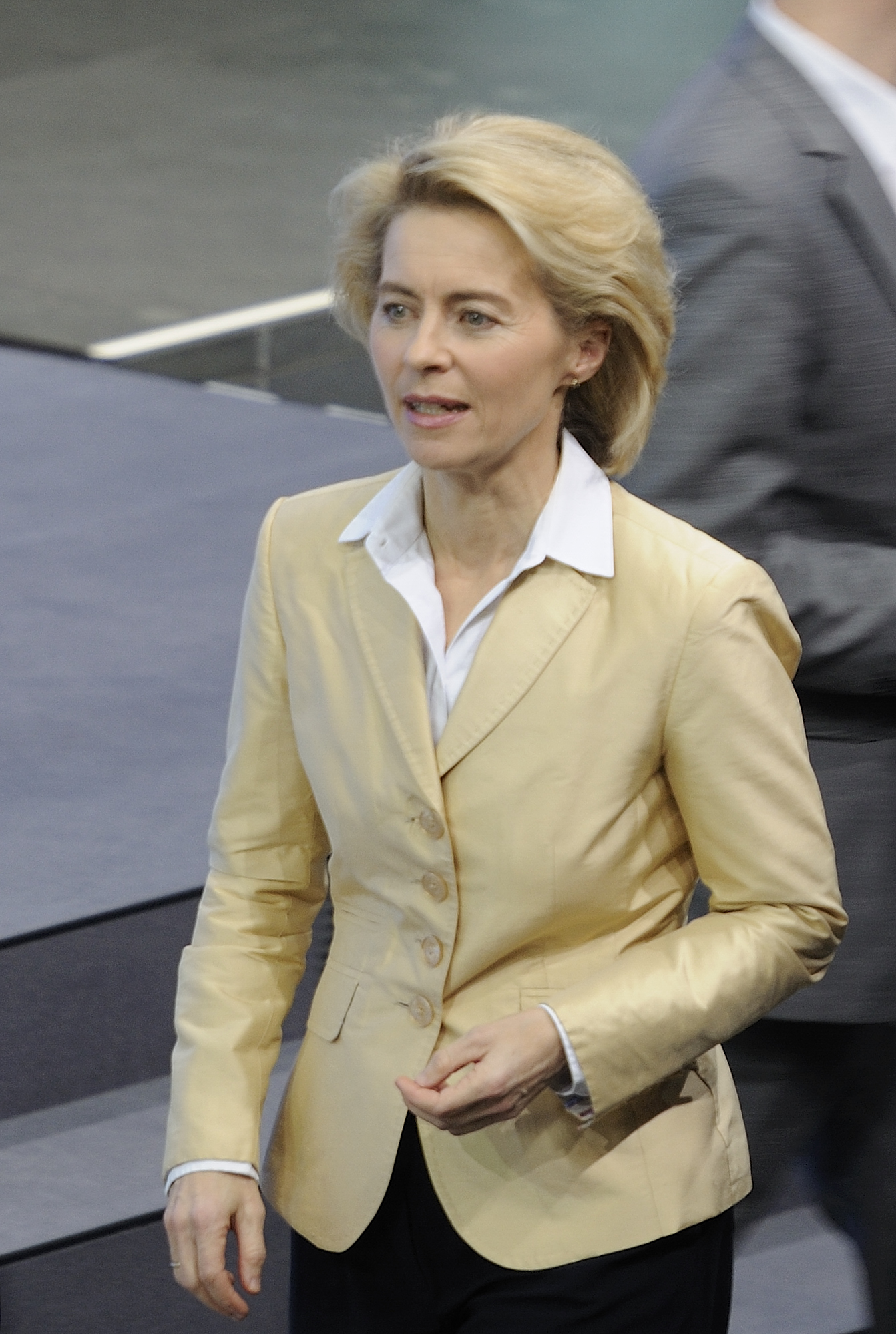
Ursula von der Leyen el 2013.

Elegida com a diputada federal al Bundestag durant les Eleccions federals alemanyes de 2009 convocades per al 27 de setembre, va ser retornada al seu ministeri el 28 octubre següent. No obstant això, arran de la dimissió de Franz Josef Jung, va ser convocada el 30 novembre per substituir-lo com a ministre federal del Treball i dels Afers Socials.
A principis de 2010, va haver d'enfrontar-se a les conseqüències d'una decisió del Tribunal Constitucional d'Alemanya que va invalidar la reforma de l'assegurança d'Atur (Hartz IV) de Gerhard Schröder i Wolfgang Clement per insuficiència de prestacions i va declarar en aquest sentit que «aquesta sentència és indiscutible i l'empresa haurà de pagar, és clar».
Amb motiu del 23 Congrés federal de la CDU a Karlsruhe, el 15 novembre 2010, va ser escollida vicepresidenta del partit, sota la presidència d'Angela Merkel, amb el 85,12 % dels vots.
És partidària de la creació d'un salari mínim. L'any 2013 va defensar sense èxit l'establiment de quotes de dones als consells d'administració. Aquesta quota requeriria que n'hi hagués almenys 20 % de dones als consells d'administració l'any 2018 i que augmentaria fins a 40 % el 2023.

### Candidata a la presidència federal
Després de la renúncia del President d'Alemanya Horst Köhler el 31 maig 2010, va ser presentada com a favorita per ser la candidata de la coalició negre-groc a les eleccions presidencials anticipades, comptant sobretot amb el suport de Merkel. Els tres partits van preferir finalment Christian Wulff.

### Ministra Federal de Defensa

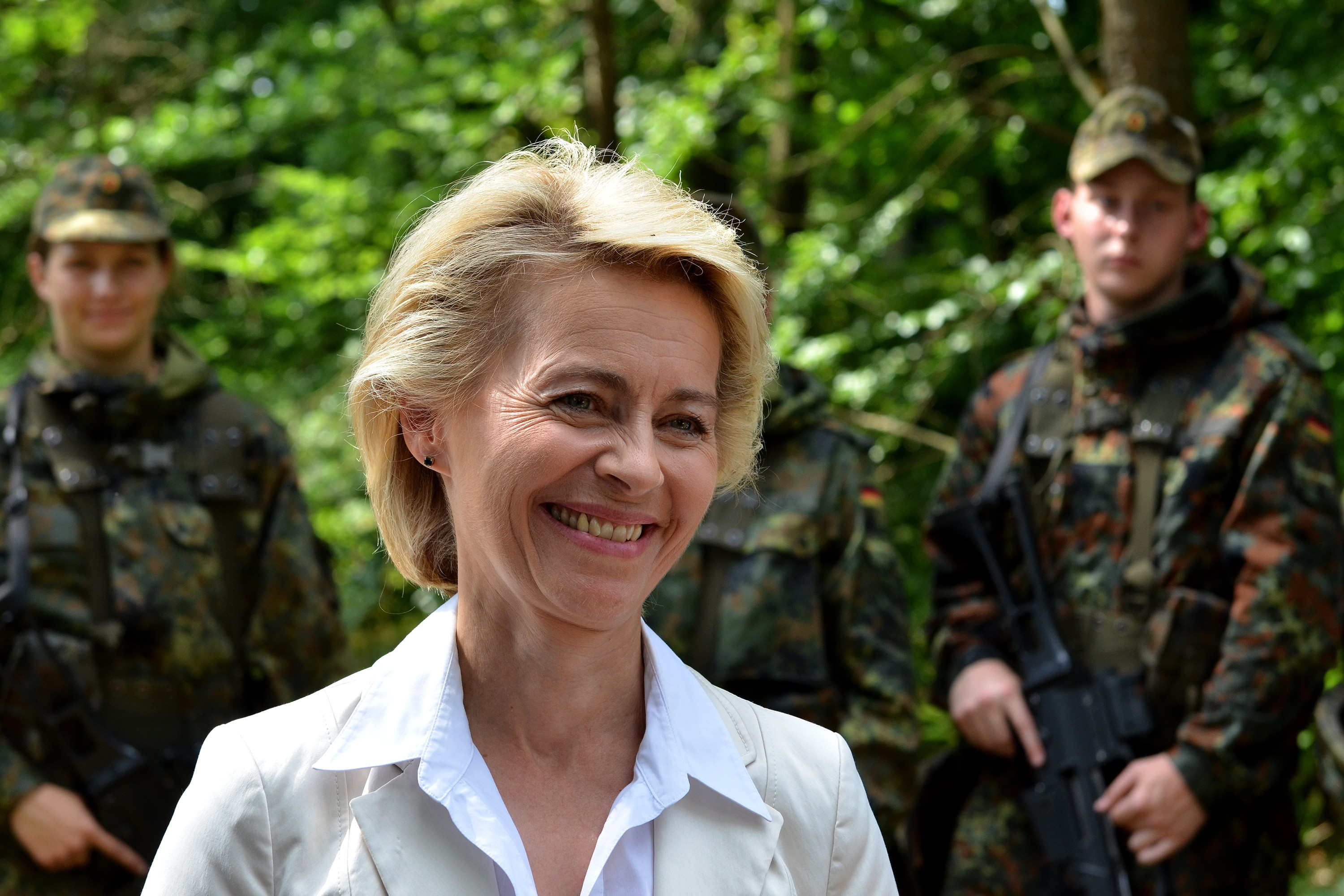
Ursula von der Leyen el 2014.

Durant les negociacions per a la formació del tercer gabinet Merkel, constituït per una nova gran coalició, el Ministeri del Treball va ser assignat al Partit Socialdemòcrata d'Alemanya (SPD). Un cop considerada ministra federal de Salut, amb poders estesos a la reforma de les pensions, Ursula von der Leyen va ser finalment nomenada ministra federal de Defensa el 17 desembre 2013. Aquesta és la primera vegada que una dona assumeix aquestes responsabilitats i la segona que un ministeri federal sobirà és dirigit per una dona. Aquest nomenament es considera que reforça el seu estatus com a successor potencial de la cancellera Merkel.

#### Guerra d'Afganistan
Durant els seus primers 12 mesos al càrrec, va visitar tres vegades les tropes de la Bundeswehr desplegades a l'Afganistan i va ordenar la retirada progressiva de l'exèrcit alemany, mentre es reduia en paral·lel la presència de l'Organització del Tractat de l'Atlàntic Nord (OTAN).
Durant l'estiu de 2014, va tenir un paper clau en la decisió d'Alemanya de reabastir les forces peixmerga kurdes a l'Orient Mitjà amb armes letals. El setembre 2015, va dir que estava oberta a la idea d'ajornar la retirada de 850 soldats instal·lats al nord de l'Afganistan el 2016, després de la captura inesperada per part dels talibans de la ciutat de Kunduz, on havien estacionat tropes federals.

#### Crisis geopolítiques
A la Conferència de Seguretat de Múnic, es va reconèixer la decisió alemanya de no subministrar armes a Ucraïna. Subratlla la importància que Europa estigui unida en el conflicte ucraïnès-rus i assegura que les negociacions amb Rússia són possibles, a diferència de l'ISIS. Segons ella, Alemanya percep la situació de conflicte com una oportunitat per demostrar-ho. El segle xxi, els països desenvolupats han de resoldre els seus conflictes a través de la negociació. Per a ella, proporcionar armes a les autoritats ucraïneses per ajudar-les a defensar-se podria tenir conseqüències imprevistes i fatals: «El lliurament d'armes seria un accelerador de foc. Això podria donar al Kremlin un pretext per intervenir obertament en aquest conflicte».
Al principi del 2016, va obtenir del Bundestag l'enviament d'un contingent de 650 soldats addicionals a Mali com a part de la MINUSMA.
El 2014, va proposar un pla per fer la Bundeswehr més atractiva per als nous reclutes, fins i tot proporcionant guarderia per als fills dels soldats, limitant les tasques per alinear-se amb els períodes escolars, així com augments significatius de les bonificacions per a tasques perilloses.
L'any 2017, després d'un escàndol, va prohibir la veneració de símbols referits al nazisme a l'exèrcit alemany.

#### Compra i venda d'equipament militar

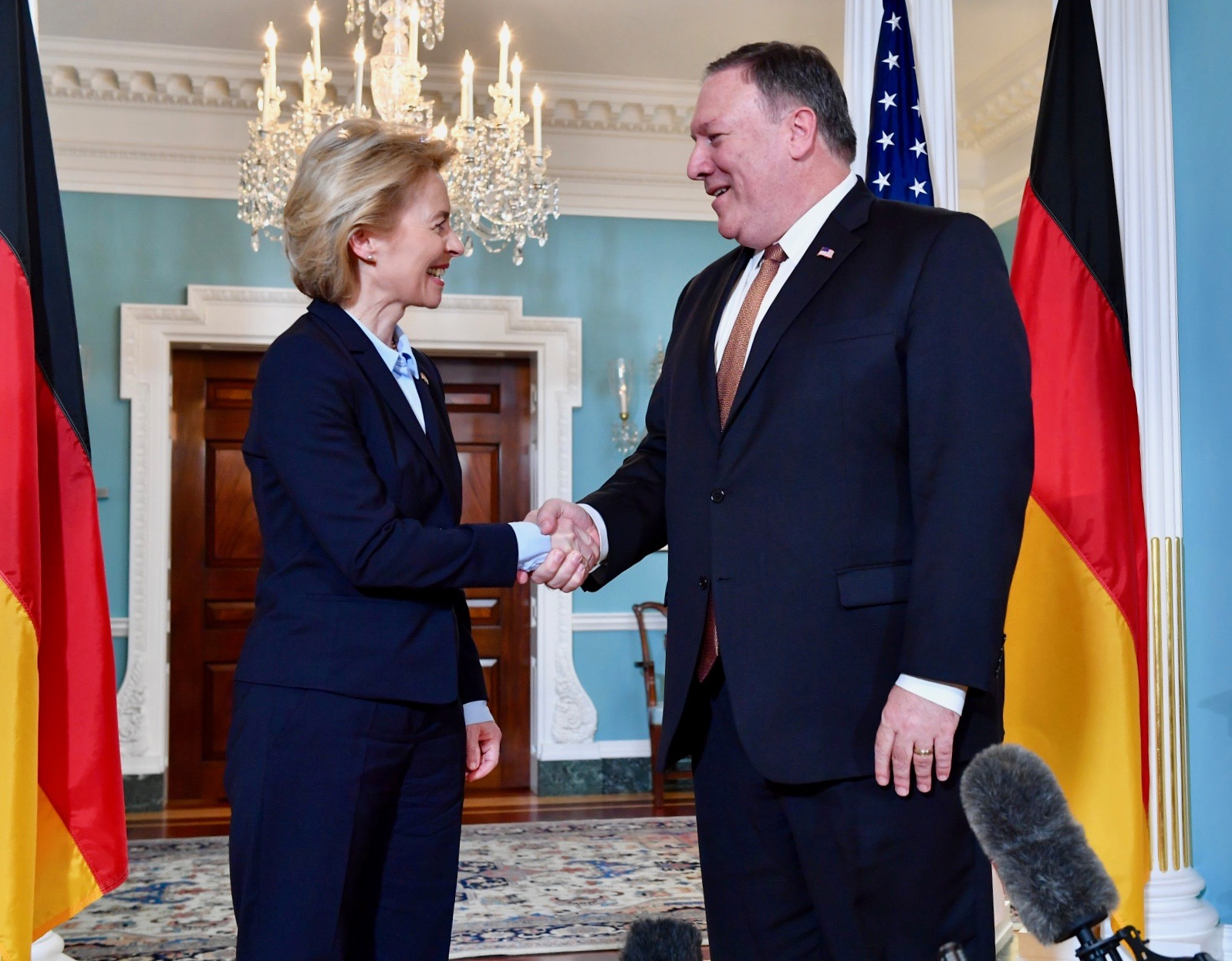
Ursula von der Leyen i Mike Pompeo, el 2018.

A l'inici del seu mandat, es va comprometre a gestionar millor el pressupost d'equipament militar després de publicar un informe elaborat per KPMG sobre fallades repetides en el control de proveïdors, costos i terminis de lliurament, per exemple amb l'avió, l'Eurofighter Typhoon i el Boxer blindat. vehicle de lluita.
A principis de 2015, va criticar obertament Airbus pels retards de lliurament de l'avió de transport A400M, afirmant que la companyia tenia seriosos problemes amb la qualitat del producte. Sota la seva direcció, el ministeri va acceptar rebre 13 milions d'euros com a compensació pels retards en el lliurament del segon i tercer avió A400M; el 2016 va demanar 12,7 milions d'euros addicionals com a compensació pels terminis de lliurament del quart avió.
Durant la seva estada a l'Índia el 2015, va anunciar un contracte amb el govern per construir sis petits submarins TKMS dièsel elèctrics, un projecte 11 milions

#### Impopularitat
Beneficiant-se d'una popularitat relativament alta a partir de 2005, va veure com les bones opinions a favor seu van disminuir durant el seu temps al Ministeri de Defensa. Mentre que l'exèrcit la critica pels seus mètodes de treball, és regularment acusada de mala gestió del pressupost del seu ministeri. El 2019, la seva popularitat va caure per sota del 30 % i un estudi d'opinió realitzat per al diari Bild indica que els alemanys la perceben com la segona persona menys competent del Govern. Després del Consell Europeu de juliol 2019, només 33 % d'alemanys enquestats per l'institutOnfratest dimap creuen que seria una bona presidenta de la Comissió Europea.

### Presidenta de la Comissió Europea

#### Elecció de 2019

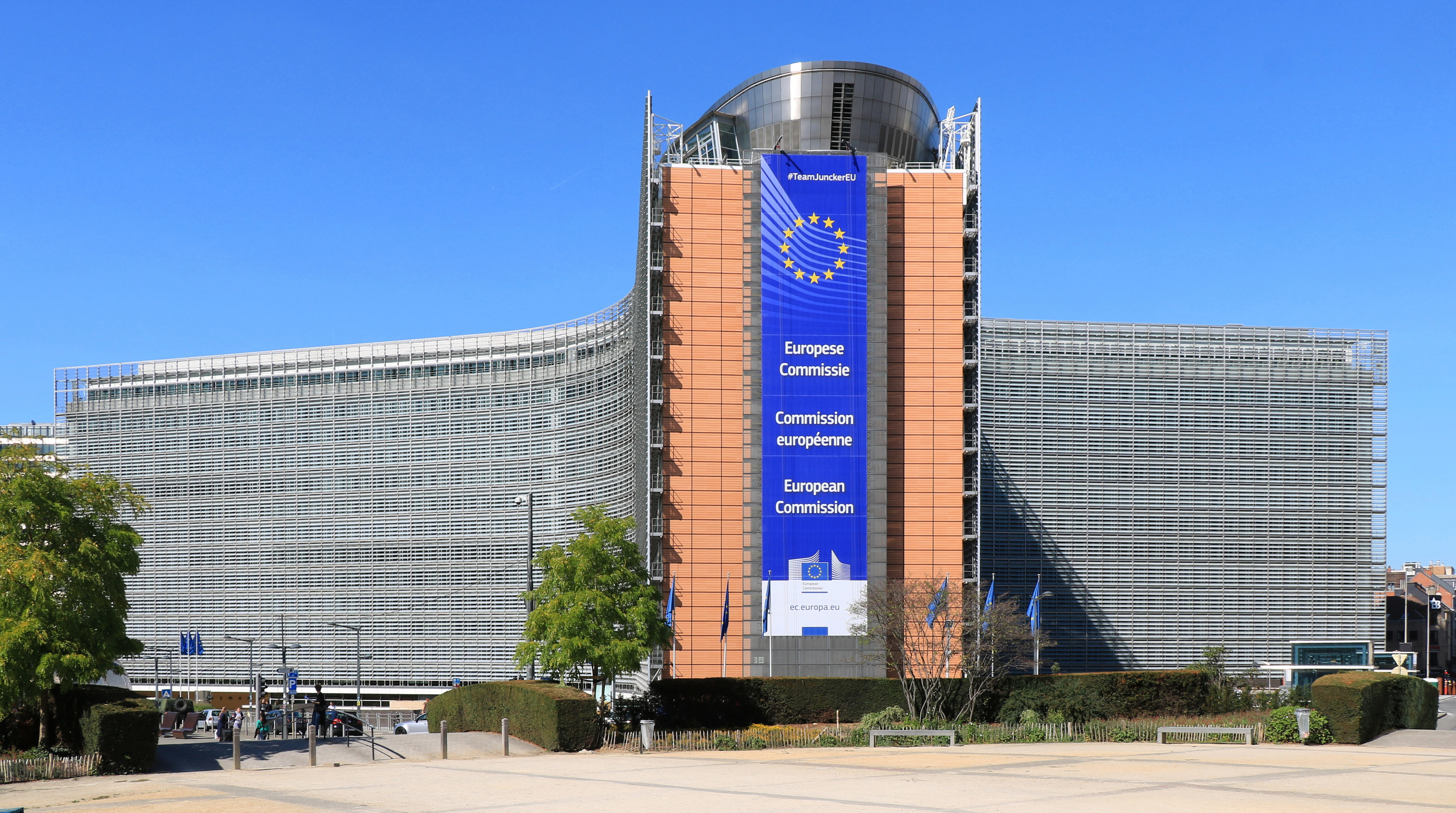
La Comissió Europea a Brussel·les

El 2 de juliol de 2019, els caps d'estat i de govern reunits al Consell Europeu van proposar que Ursula von der Leyen fos nomenada presidenta de la Comissió Europea en substitució del luxemburguès Jean-Claude Juncker, en el càrrec des del 2014. Procedent de l'ala esquerra del Partit Popular Europeu (PPE), va ser suggerida per Emmanuel Macron a Angela Merkel per tal de desbloquejar les negociacions entre líders europeus, mentre la candidatura del socialdemòcrata holandès Frans Timmermans, que va ser objecte de l'acord dels líders europeus presents a la cimera del G20 uns dies abans, va ser rebutjat per figures del PPE i dels líders polonesos i hongaresos. Davant l'hostilitat del Partit Socialdemòcrata d'Alemanya, membre del seu govern, cap a l'elecció definitiva d'Ursula von der Leyen, Angela Merkel es va abstenir de la votació del seu nom, alhora que va votar a favor de totes les candidatures als diferents càrrecs. Aquesta elecció trenca amb el sistema de spitzenkandidat, consistent a proposar com a president de la Comissió el cap de llista del partit europeu que va quedar primer a les eleccions europees, que van portar a l'elecció de Jean-Claude Juncker el 2014.
Per a les seves audiències pels grups del Parlament Europeu, sembla que, segons Emmanuel Berretta de Le Point, es veu obligada a «atenir-se a les generalitats» la major part de les vegades, mentre que els diputats demanen respostes clares sobre temes delicats. Tot i això, és partidària de donar als britànics el temps necessari per completar les negociacions del Brexit, anant així en contra de la posició d'Emmanuel Macron. Després de la seva audiència, el grup Verds/Aliança Lliure Europea va anunciar que votaria en contra seva.
El seu discurs al Parlament Europeu va estar marcat per la seva promesa d'un «acord verd» (pla d'inversions sostenibles de 1.000 milions d'euros) orientat a fer Europa «el primer continent neutral» en carboni el 2050. També està compromesa amb una comissió mixta, un dret a l'asil europeu, el ple reconeixement del dret d'iniciativa del Parlament Europeu, una nova convenció sobre el futur d'Europa, un sistema europeu de reassegurança d'atur per ajudar els països en crisi, l'establiment d'un mínim salarial, la fiscalitat de les multinacionals presents a la Unió, la creació d'un pressupost de la zona euro, o fins i tot la fi de la unanimitat dels Estats en matèria fiscal. També diu que està preparada per a un nou ajornament de la data de llançament des del Regne Unit, que després es fixarà pel 31 d'octubre de 2019 Context creu que «malgrat la seva etiqueta política de democràcia cristiana, el programa que va presentar el futur president de la Comissió Europea fa olor de socialdemocràcia».
El 16 de juliol de 2019, el Parlament Europeu la va elegir presidenta de la Comissió Europea per una majoria estreta: va obtenir 383 vots de 747, o sigui, el 51,3 %. El resultat teòric va ser de 444 vots tenint en compte el suport anunciat dels grups del Partit Popular Europeu, l'Aliança Progressista de Socialistes i Demòcrates i Renovar Europa. No té el suport de les delegacions francesa, belga i alemanya de l'Aliança Progressista de Socialistes i Demòcrates, mentre que Llei i Justícia i el Moviment 5 Estrelles voten a favor seu, que probablement li permeten ser escollida. Si reconeix que l'exclusió, per part dels caps d'estat i de govern, dels spitzenkandidaten del Parlament, ha creat «molt de ressentiment», Le Monde també explica la feblesa de la seva elecció per «divisions dins dels grups, crítiques al procediment de designació al qual va recórrer el Consell (els Estats) i certes zones grises en els anuncis fets el mateix matí per la candidata». El context indica: «Sobretot, va poder ser elegida —estretament— gràcies a les concessions d'última hora fetes a una aliança que va reunir verds, centristes i socialistes. Aquestes formacions, que pretenen ser ambicioses pel que fa al clima, formen de facto el centre de gravetat del nou hemicicle.» Ursula von der Leyen adopta notablement la idea de reduir les emissions de gasos d'efecte hivernacle en almenys un 50 % per al 2030, una proposta defensada per aquests tres grups mentre que el PPE rebutja qualsevol objectiu quantificat.

#### Exercici de la funció
L'1 de desembre de 2019, Ursula von der Leyen assumeix oficialment el càrrec de presidenta de la Comissió Europea durant cinc anys, i es converteix així en la primera dona al capdavant d'aquesta institució i la segona personalitat alemanya que ocupa el càrrec després Walter Hallstein, primer president de la Comissió. Aquest és el quart mandat consecutiu d'una personalitat del Partit Popular Europeu, després dels dos mandats de José Manuel Durão Barroso i el de Jean-Claude Juncker.
Amb la vista posada en les eleccions al Parlament Europeu de 2024, el partit es va conjurar per aconseguir nous escons en tots els estats membres de la Unió Europea i recuperar la confiança dels votants per tornar a ser el partit polític més fort de la unió, que estava sota mínims amb el control del govern de 7 dels 27 països de la Unió Europea, i va tornar a designar Ursula von der Leyen com a candidata a presidir la Comissió Europea.

#### Segona presidència de la Comissió
El 18 de juliol de 2024 fou reelegida com a presidenta de la Comissió Europea amb 401 vots a favor, 284 en contra i 15 abstencions.
El Parlament Europeu va aprovar el 27 de novembre de 2024 la Comissió Europea d'Ursula von der Leyen per 370 vots a favor, 282 en contra i 36 abstencions, amb un nou gabinet més dretà que l'anterior donat de l'increment de governs conservadors i l'ascens dels partits ultraconservadors en les eleccions al Parlament Europeu de 2024. El 7 de juliol de 2025 va haver d'afrontar una moció de censura presentada pel diputat romanès Gheorghe Piperea per la manca de transparència de Von der Leyen en la compra de vacunes durant la pandèmia de COVID-19.

#### Polèmiques
El setembre de 2020, Ursula von der Leyen va ser la primera presidenta de la Comissió a pronunciar el discurs sobre l'estat de la Unió gairebé exclusivament en anglès, trencant amb la pràctica establerta d'alternar per igual entre alemany, anglès i francès, les tres llengües principals del treball de la UE. Aquest discurs suscita polèmica perquè Ursula von der Leyen és capaç d'expressar-se en francès i en la seva llengua materna, l'alemany. Segons el diari francès Libération, l'origen d'aquest error prové de dos assessors propers de parla alemanya que van preparar els elements d'aquest discurs en anglès. En el context de la sortida del Regne Unit de la Unió Europea i de la presència d'una vintena de diputats amb l'anglès com a llengua materna, aquest discurs es veu com un exemple insígnia de la creixent anglicització de l'europeu empresarial.
El novembre de 2021, durant la Cop26 a Glasgow, els seus freqüents viatges oficials en avió privat a distàncies curtes van ser destacats per la premsa.
El gener de 2022, una investigació d'un organisme de control de la UE sobre missatges de text enviats per von der Leyen a Albert Bourla, conseller delegat de Pfizer, va concloure que l'òrgan executiu de la UE era culpable de «mala administració». La Defensor del Poble Europeu Emily O'Reilly, va criticar durament els ajudants de von der Leyen per no respondre a les sol·licituds de publicar missatges enviats durant les negociacions sobre la compra de vacunes. Parlant sobre la investigació, l'eurodiputada holandesa Sophie in 't Veld va dir que la Comissió s'havia tornat menys transparent sobre les seves decisions sota el lideratge de von der Leyen i va demanar al Parlament Europeu que li demani comptes. Segons The Guardian, Pfizer ha signat uns quants contractes amb la Comissió Europea per a la seva vacuna. El més recent va reservar 1,8 mil milions de dosis addicionals, a un preu superior de l'establert anteriorment, per al lliurament entre finals del 2021 i el 2023 als 27 estats. La Comissió ha estat criticada pels alts preus negociats per a les vacunes d'ARNm de Covid, amb una anàlisi que suggereix que la UE va pagar 31 mil milions d'euros més que el cost de producció. El Defensor del Poble Europeu va descriure el cas en un comunicat de premsa del 14 de juliol de 2022 com «senyal d'alarma» per a la Unió Europea, davant la negativa de la Comissió a respondre a les seves peticions. El febrer de 2023, The New York Times va emprendre accions legals per obligar la Comissió Europea a publicar aquests missatges SMS.
Amb la vista posada en les eleccions al Parlament Europeu de 2024, el Partit Popular Europeu la va tornar a designar com a candidata a presidir la Comissió Europea.

### Posicions

#### Política exterior

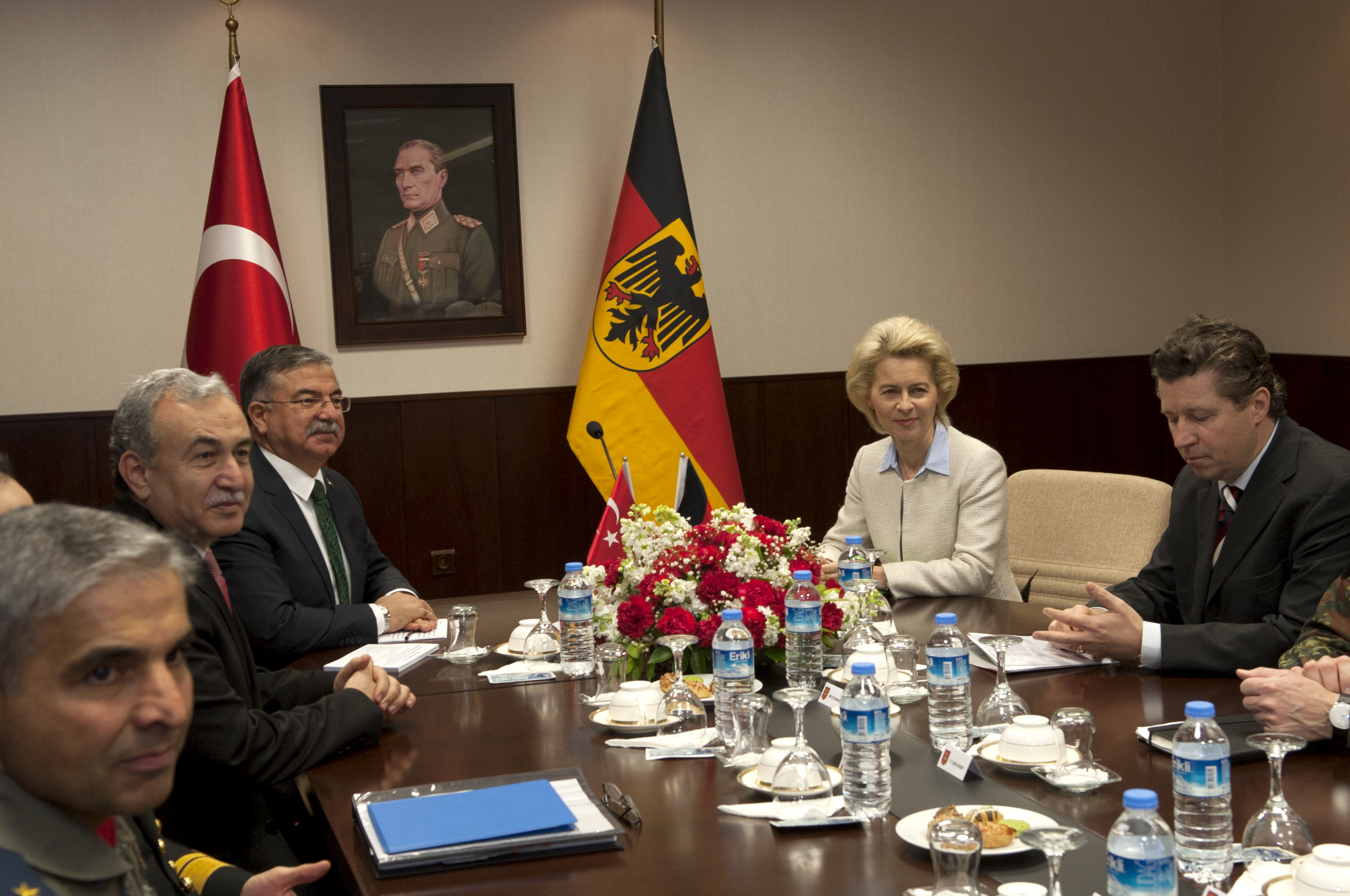
Ursula von der Leyen a la base aèria d'Incirlik, el 2016.

El 2014 va defensar la necessitat que Alemanya desenvolupi una política exterior més ferma. El govern va validar així el setembre següent l'enviament d'armes a les forces armades kurdes i iraquianes, trencant la tradició alemanya de no exportar equipament militar a una zona de conflicte.
Reaccionant al deteriorament de les relacions euro-russes després de l'annexió de Crimea per part de Rússia el 2014, creu que «la dependència del bon funcionament de la relació comercial amb Europa és molt més gran a Rússia» i que les sancions imposades pels europeus podrien empènyer els oligarques russos i la societat civil a reaccionar davant Vladímir Putin. També fa una crida a l'OTAN per protegir millor els països bàltics en aquest context. Segons Les Échos, se la considera «molt atlantista».
Durant la crisi migratòria del 2015, va criticar la violència policial hongaresa contra els refugiats a la frontera amb Sèrbia, però, segons el politòleg Dániel Deák, «va defensar en secret per reforçar les fronteres i aturar la immigració il·legal contra la posició d'Angela Merkel».
En el seu primer discurs sobre l'estat de la Unió, va proposar que la UE reduís almenys un 55% de les seves emissions de gasos d'efecte hivernacle per al 2030, promet reforçar lleis d'igualtat racial on hi ha llacunes, i adverteix Turquia contra qualsevol intent d'«intimidació» dels seus veïns en el conflicte del gas entre aquest i Grècia a la Mediterrània oriental.

#### Integració europea

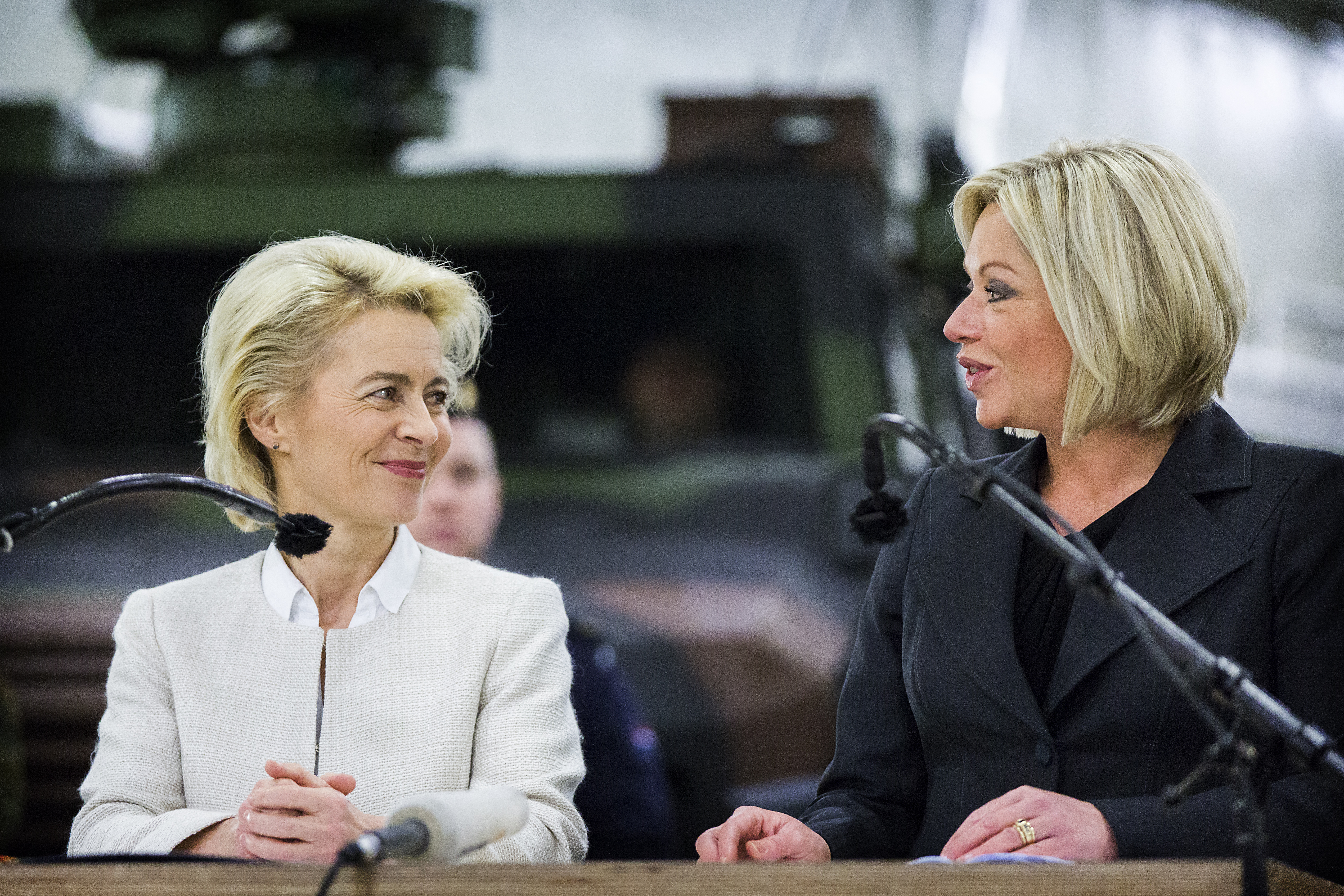
Ursula von der Leyen i la seva homòloga holandesa, Jeanine Hennis-Plasschaert, el 2016.

En una entrevista al diari Der Spiegel el 2011, va expressar la seva preferència per «dels Estats Units d'Europa - gestionat segons el model de l'Estat suís, Alemanya o els Estats Units — que enfortiria la grandesa d'Europa alhora que s'acordaria qüestions importants com les finances, la fiscalitat i la política econòmica». Durant el mateix any, Angela Merkel va criticar durament el seu ministre per haver exigit a Grècia avals per als préstecs d'emergència per tal d'evitar un impagament.
L'any 2015 va declarar que s'ha de considerar un exèrcit europeu a llarg termini «potser no pels meus fills, sinó pels meus nets». Al març, es va reunir amb els seus homòlegs francesos Jean-Yves Le Drian i el polonès Tomasz Siemoniak per fomentar la cooperació entre els seus tres països en zones de crisi. Aquesta és la primera reunió en l'àmbit del Triangle de Weimar des del 2007. Després del referèndum del Regne Unit sobre la pertinença a la Unió Europea el 2016, assegura que el Regne Unit tenia «paralitzats» els esforços d'altres estats europeus per integrar-se en una política de seguretat i «encara bloquejava tot allò que es caracteritzava com a europeu».

#### Drets dels gais
Ha encoratjat fortament el matrimoni entre persones del mateix sexe a Alemanya, on és legal des del 2017.

## Honors
El 2019, va ser nomenada la quarta dona més poderosa del món segons Forbes, també el 2020, la vuitena el 2021 i la primera el 2022. El 2021, el mitjà Politico la situa entre les 28 personalitats europees més poderoses d'Europa, en el primer lloc de la categoria Dreamers ('somiadors'). El 2022, va ser nomenada doctora honoris causa de la Universitat Ben-Gurion del Nègueb. i el 2023 de la Université Toulouse-I-Capitole.

## Condecoracions
- Gran Creu de l'Orde del Mèrit (, 2017).[111]
- Comandant de l'Ordre Nacional de Mali (, 2016).[112]
- Primera classe de l'orde del príncep Yaroslav el Savi (, 2022).[113]